# Kevin Pietersen
Kevin Peter Pietersen (ur. 27 czerwca 1980 w Pietermaritzburgu) – południowoafrykański (posiadający również brytyjskie obywatelstwo) krykiecista, batsman. Wieloletni reprezentant Anglii, także jako kapitan. 
Karierę rozpoczynał reprezentując prowincję KwaZulu-Natal. By rozwijać się sportowo, w wieku 19 lat przeniósł się do Wielkiej Brytanii, gdzie podpisał 3-letni kontrakt z Nottinghamshire. Jednym z powodów przenosin do Europy było też niezadowolenie zawodnika z wprowadzanych przez krajowy związek krykieta (Cricket South Africa) zmian, które ograniczały liczbę białych graczy zgłaszanych do meczów. Zdaniem Pietersena było to niesprawiedliwe, gdyż wielu dobrych krykiecistów często traciło miejsce w składzie na rzecz mniej utalentowanych.
W reprezentacji Anglii zadebiutował 28 listopada 2004 roku w meczu ODI przeciwko Zimbabwe, w którym zdobył 27 punktów, nie dając się wyeliminować. W meczu testowym po raz pierwszy zagrał podczas The Ashes w 2005 roku, które Anglia, głównie dzięki niemu, odzyskała po 16 latach. Pietersen z 473 punktami (średnia 52,55) okazał się najskuteczniejszym zawodnikiem serii. The Ashes 2013/14, gdzie Australia rozbiła Anglię 5-0, a Pietersen - 294 punkty, średnia 29,40 - został uznany głównym winnym klęski, okazały się jego ostatnimi meczami w kadrze.  
W sumie rozegrał dla Anglii 104 mecze testowe, 134 mecze jednodniowe i 37 meczów Twenty20. Uczestniczył w Pucharze Świata (2007, 2011) oraz Pucharze Świata Twenty20 (2007, 2009, 2010).
Obecnie (sezon 2014/15) występuje w Melbourne Stars.